# Rubus amphistrophos
Rubus amphistrophos är en rosväxtart som först beskrevs av Wilhelm Olbers Focke, och fick sitt nu gällande namn av Karl Fritsch. Rubus amphistrophos ingår i släktet rubusar, och familjen rosväxter. Inga underarter finns listade i Catalogue of Life.